# Joshua Zirkzee
Joshua Orobosa Zirkzee, född 22 maj 2001 i Schiedam, är en nederländsk fotbollsspelare som spelar för Manchester United och Nederländernas herrlandslag i fotboll.
Zirkzee skrev på ett femårskontrakt med Manchester United den 14 juli 2024. Han blev den första värvningen för Manchester United under INEOS ägarskap i klubben.